# Nabyszyce
Nabyszyce es un pueblo en el distrito administrativo de la Gmina de Odolanów, inserta en el distrito de Ostrów Wielkopolski, Voivodato de Gran Polonia, en el centro oeste de Polonia., Se encuentra aproximadamente a 7 kilómetros al norte de Odolanów, a 5 kilómetros al suroeste de Ostrów Wielkopolski, y a 100 kilómetros al sureste de la capital regional Poznań.
La localidad tiene una población de 630 habitantes.